# Special Olympics Schweden
Special Olympics Schweden (englisch: Special Olympics Sweden) ist der schwedische Verband von Special Olympics International. Sein Ziel ist die Förderung von Sport für Menschen mit geistiger Beeinträchtigung und die Sensibilisierung der Gesellschaft für diese Mitmenschen. Außerdem betreut er die schwedischen Athletinnen und Athleten bei den Special Olympics Wettkämpfen.

## Geschichte
Special Olympics Schweden wurde 1994 mit Sitz in Stockholm gegründet.

## Aktivitäten
2019 waren 6.692 Athletinnen, Athleten und Unified Partner sowie 1.470 Trainer bei Special Olympics Schweden registriert.
Der Verband nahm 2021 an den Programmen Athlete Leadership, Healthy Athletes, Youth Leadership, Family Leadership und Unified Sports teil, die von Special Olympics International ins Leben gerufen worden waren.

### Sportarten
Folgende Sportarten wurden 2021 vom Verband angeboten:
- Basketball (Special Olympics)
- Boccia (Special Olympics)
- Bowling (Special Olympics)
- Eiskunstlauf (Special Olympics)
- Floor Hockey
- Floorball
- Fußball (Special Olympics)
- Golf (Special Olympics)
- Handball (Special Olympics)
- Judo
- Leichtathletik (Special Olympics)
- Reiten (Special Olympics)
- Ski Alpin (Special Olympics)
- Skilanglauf (Special Olympics)
- Schwimmen (Special Olympics)
- Tischtennis (Special Olympics)

### Teilnahme an Weltspielen vor 2020
(Quelle:)
• 2007 Special Olympics World Summer Games, Shanghai, China (50 Athletinnen und Athleten)
• 2009 Special Olympics World Winter Games, Boise, USA (25 Athletinnen und Athleten)
• 2011 Special Olympics World Summer Games, Athen (59 Athletinnen und Athleten)
• 2013 Special Olympics World Winter Games, PyeongChang, Südkorea (27 Athletinnen und Athleten)
• 2015 Special Olympics World Summer Games, Los Angeles, USA (56 Athletinnen und Athleten)
• 2017 Special Olympics World Winter Games, Graz-Schladming-Ramsau, Österreich (41 Athletinnen und Athleten)
• 2019 Special Olympics, World Summer Games, Abu Dhabi (55 Athletinnen und Athleten)

### Teilnahme an den Special Olympics World Summer Games 2023 in Berlin
Special Olympics Schweden nahm an den Special Olympics World Summer Games 2023 teil. Die Delegation wurde vor den Spielen im Rahmen des Host Town Program von Lübeck betreut und bestand aus 70 Athletinnen und Athleten. Das Team gewann bei diesen Weltspielen 14 Gold-, 7 Silber- und 12 Bronzemedaillen.

### Teilnahme an Weltspielen nach 2023
2025 Special Olympics World Winter Games, Turin, Italien (25 Athletinnen und Athleten)